# Кулін (Нижньосілезьке воєводство)
Кулін (пол. Kulin, нім. Keulendorf) — село в Польщі, у гміні Шрода-Шльонська Сьредського повіту Нижньосілезького воєводства.
Населення — 299 осіб (2011).
У 1975-1998 роках село належало до Вроцлавського воєводства.

## Демографія
Демографічна структура станом на 31 березня 2011 року:
|          | Загалом | Допрацездатний вік | Працездатний вік | Постпрацездатний вік |
| -------- | ------- | ------------------ | ---------------- | -------------------- |
| Чоловіки | 149     | 30                 | 106              | 13                   |
| Жінки    | 150     | 27                 | 89               | 34                   |
| Разом    | 299     | 57                 | 195              | 47                   |